# Мадонна с чётками (картина Караваджо)
«Мадонна с чётками», или «Мадонна дель Розарио» (итал. Madonna del Rosario) — картина итальянского живописца Микеланджело Меризи , известного как Караваджо (1573-1610), представителя эпохи барокко. Создана около 1607 года. Хранится в Музее истории искусств в Вене (инв. №GG 147). 
Картина происходит из коллекции императора Иосифа II, которую он приобрёл для галереи в 1781 году.

## История
26 мая 1606 года в Риме Караваджо в драке убил Рануччо Томассони да Терне, своего противника по игре в мяч. Поэтому художник был вынужден оставить Рим; того же года он перебрался в Неаполь. Караваджо не испытывал недостатка в покровителях; в частности убежище ему предоставил Луиджи Карафа, сын герцога Мандрагоне и Джованны Колонны, сестры кардинала Асканио, который, вероятно, и сделал заказ художнику. 
Картина предназначалась для алтаря семейной часовни доминиканской церкви и ознаменовала новый этап в живописи художника. Впрочем, алтарная картина никогда не была установлена в часовне. После завершения картины у Караваджо возник конфликт с монахами-доминиканцами, которые узнавали в изображённых персонажах самих себя, что не соответствовало традиционным представлениям о религиозной живописи. Контрасты светотени Караваджо использовал для подчёркнутой, объёмной передачи материальной формы, но сами приёмы изображения свойственны более ранней манере письма художника. 
В 1607 году художник из Брюгге Людовик Фунсониус купил картину за 400 дукатов и послал её в Антверпен, где художественное общество, к которому принадлежали Питер Пауль Рубенс, Ян Брейгель старший и Хендрик ван Бален, приобрело его за 1800 гульденов для доминиканского собора. В 1781 году король Австро-Венгрии Иосиф II выкупил её у монахов для императорской галереи.

## Описание

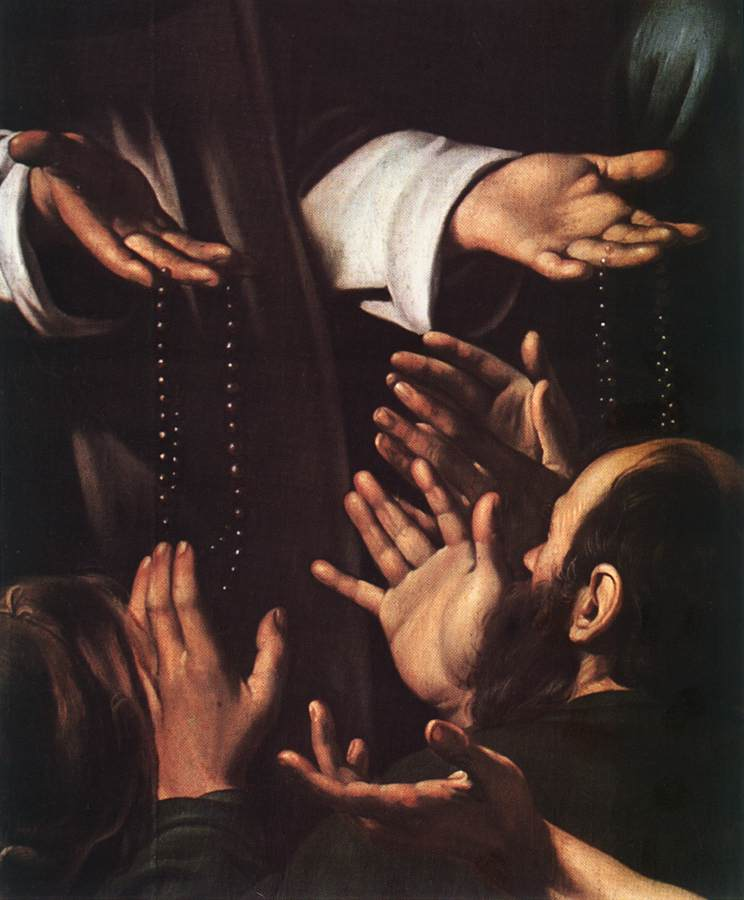
Деталь

Много картин Караваджо были сняты с алтарей, поскольку считались непристойными или подозрительными с точки зрения теологической доктрины. Картина построена в духе театрального спектакля, где сцена разворачивается под богатым и тяжёлым красным пологом, где изображена Мадонна с младенцем, являющаяся святому Доминику, который держит в руках розарий, традиционные католические четки, и Петру-мученику справа. Святой мученик Петр, доминиканский монах, часто изображается с воткнутым в голову мечом. Известен прежде всего своей борьбой с еретиками, был убит последователями катарийской ереси, у которых было конфисковано имущество. 
Дева Мария и младенец освещены источником света, который находится слева. Яркая характеристика эстетики Караваджо — именно близость к правдивости изображения персонажей, удаляясь от канонов маньеризма, выглядят, будто портреты написаны с натуры.
Караваджо уделил особое внимание изображению рук персонажей, имея в своём арсенале особый язык жестов, который позже появится на полотнах Диего Веласкеса и Жоржа де Латура. В сложной и напряжённой игре рук люди тянутся к святому Доминику, который держит чётки. Это волнение и смятение изображённое главным образом с помощью света, который определяет форму и выходит за пределы реалистичных отличительных признаков, становясь сильным экспрессивным элементом. В то время, когда люди смотрят на святого Доминика, верующий, который стоит перед алтарём, переживает воплощение божественного милосердия в земной действительности: его взгляд направлен на Христа, источник спасения — младенец Иисус находится точно по центральной оси картины — и, согласно контрреформационному понятию о добром католике, на Деву Марию и святого Доминика, благодетелей и покровителей.

## Ссылка
- На Викискладе есть медиафайлы по теме Мадонна с чётками (картина Караваджо)